# Kampanja za besplatno obrazovanje
Kampanja za besplatno obrazovanje je vođena u jesen 2003. godine. Samostalno ju je započelo 12 studenata BU, a jedina studentska organizacija koja je od početka podržala kampanju bila je Studentska unija Filozofskog fakulteta. Kampanja se sastojala od deljenja letaka i biltena, organizovanja protestnih zborova i tribina po fakultetima, gostovanja na radio emisijama, ispisivanja grafita i slično. Sastanci su u početku održavani u prostorijama Studentske unije Srbije (SUS), ali kada je kampanja za besplatno obrazovanje zatražila od SUS da joj stavi resurse na raspolaganje, umesto toga je izbačena iz prostorija.  Nakon izbacivanja iz prostorija SUS-a, oslabljena kampanja za besplatno obrazovanje se jednim delom seli u skvot Rebel haus u Dobračinoj ulici, a sastanci se održavaju i po praznim slušaonicama raznih fakulteta. 
Ubrzo posle toga dolazi do podela i kampanju preuzimaju studenti bliski PUD Dositej Obradović, koji su nastavili da vode kampanju, formalno, do danas. 

## Spoljašnje veze
- Zašto obrazovanje mora da bude besplatno? (letak koji je deljen prilikom kampanje)